# Chlorogomphus miyashitai
Chlorogomphus miyashitai là loài chuồn chuồn trong họ Chlorogomphidae. Loài này được Karube miêu tả khoa học đầu tiên năm 1995.